# Porcelana wiedeńska

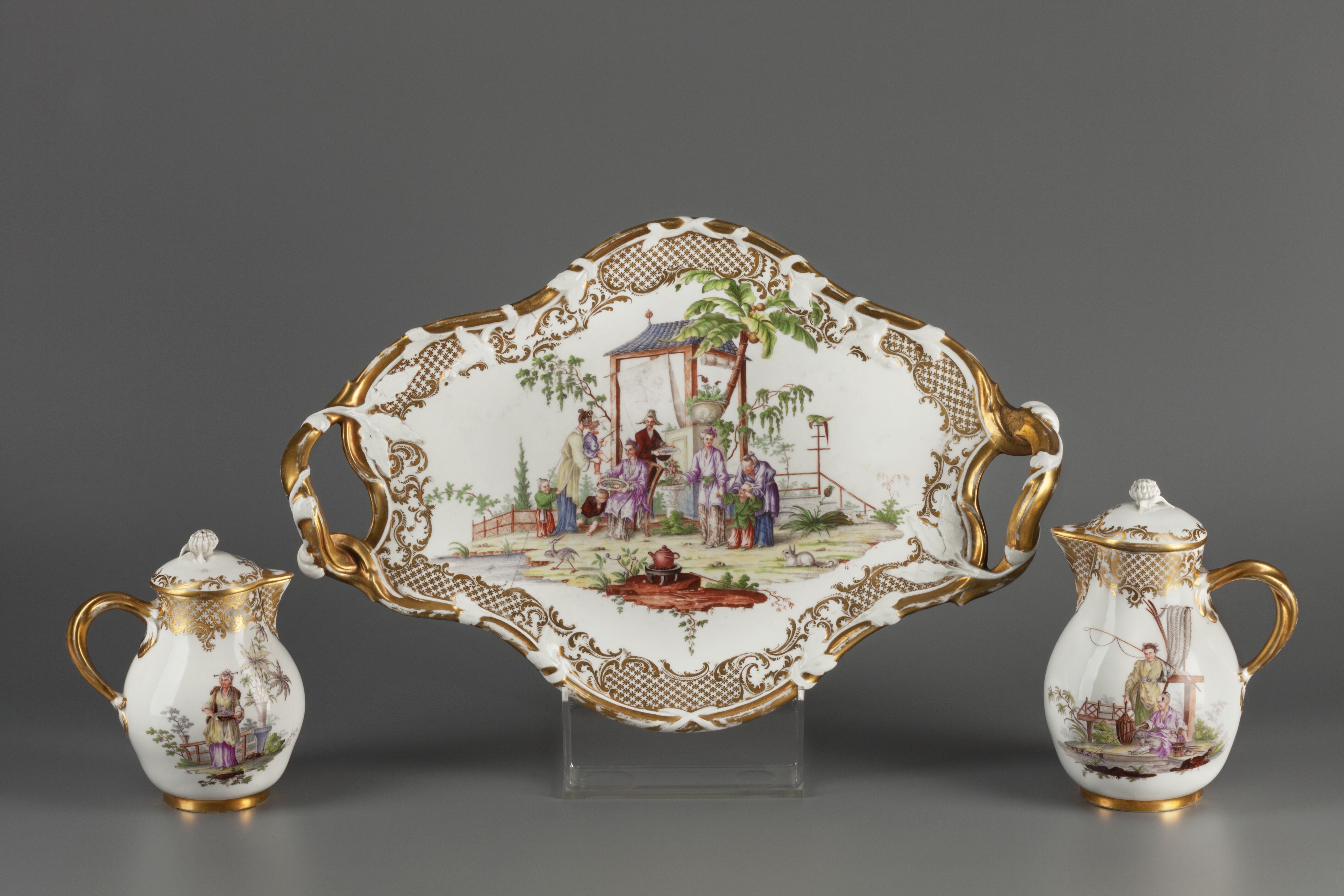
Zespół serwisowy: taca i dwa dzbanki, około 1770, ze zbiorów Muzeum Narodowego w Warszawie

Porcelana wiedeńska – porcelana produkowana w manufakturze w Wiedniu w latach 1718–1864.
Założycielem drugiej po Miśni manufaktury europejskiej porcelany był Holender Claudius Innocentius du Paquier, któremu w 1718 cesarz Karol VI przyznał monopol produkcji i sprzedaży porcelany na terytorium swojego państwa na okres 25 lat. Jeszcze w tym samym roku du Paquier otworzył swoją wytwórnię w Rossau (część dzisiejszego Alsergrund) w Wiedniu. Tajemnicę produkcji porcelany udało mu się uzyskać przekupując pracowników Miśni, Christopha Conrada Hungera i Samuela Stöltzela, którzy jednak już w 1720 opuścili Wiedeń, ponieważ nowa manufaktura nie odniosła komercyjnego sukcesu. Porcelanowej masie uzyskiwanej w Wiedniu daleko było do czystej bieli miśnieńskiej porcelany i w 1727 du Paquier zbankrutował, po czym mimo kilku udzielonych przez rząd pożyczek w 1744, kiedy to wygasł jego pierwotny patent, musiał sprzedać wytwórnię cesarzowej Marii Teresie.

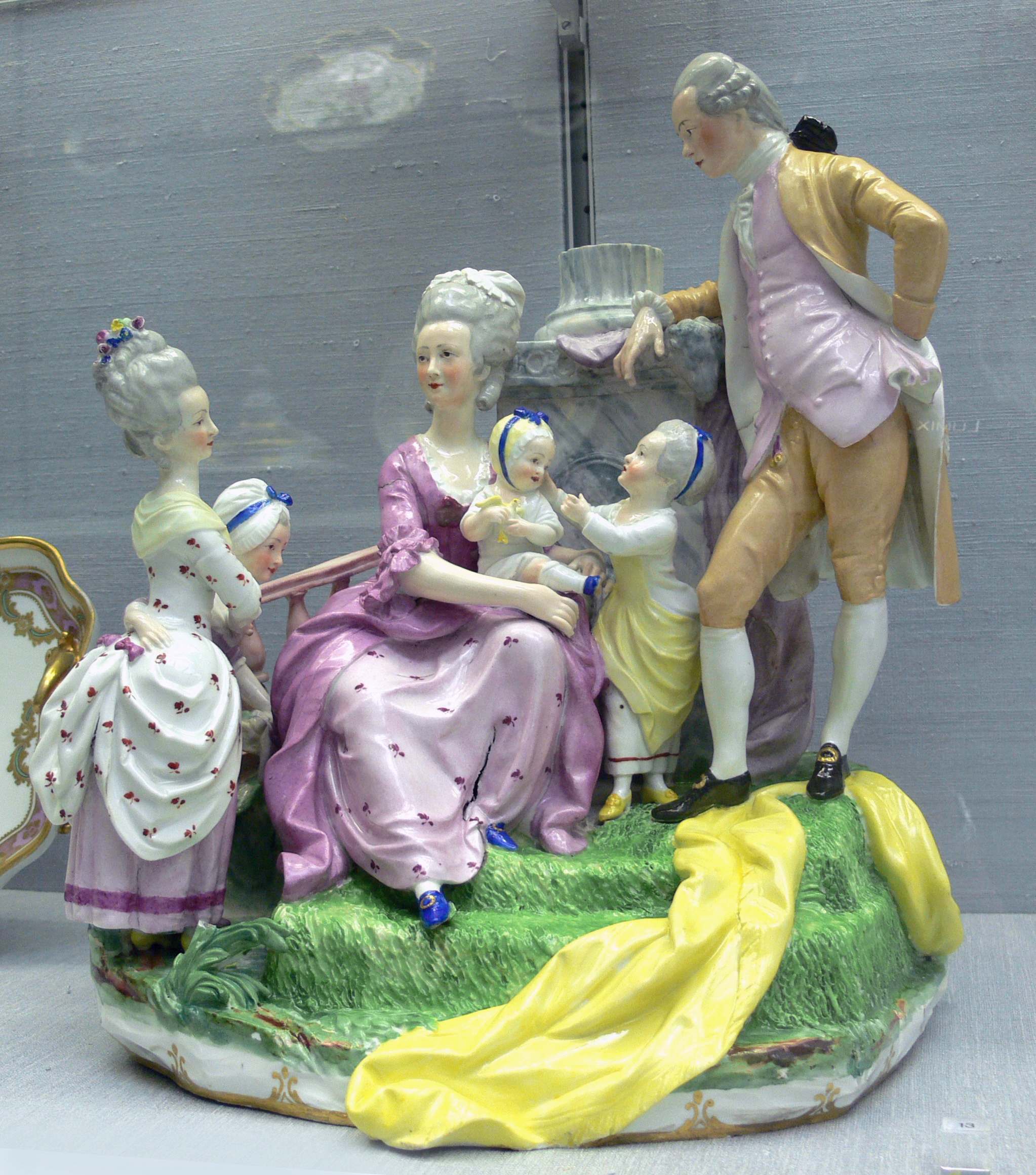
Arcyksiążę Leopold z rodziną, grupa figuralna wg modelu Anton Grassi, około 1775–80, ze zbiorów Kunstgewerbemuseum

Wytwórnia została wówczas przemianowana na Cesarską Manufakturę Porcelany (niem. Kaiserliche Porzellanmanufaktur), zaś jej dyrektorem został Karl Mayerhofer. Od 1747 jej mistrzem modelarskim był Johann Josef Niedermayer, który pozostał na tym stanowisku do 1784. Odkrycie złóż kaolinu w Schmöllnitz i korzystanie z pokładów gliny nieopodal Passau pozwoliły od 1749 na produkcję białej masy porcelanowej lepszej jakości. Generalnie od początku istnienia wytwórni tutejsza porcelana naśladowała produkcję miśnieńską i podążając za nią w połowie XVIII wieku dekoracja o charakterze barokowym ustąpiła miejsca lżejszej, delikatnej dekoracji w stylu rokokowym. Rollwerki i rocaille używane na wszelkiego typu naczyniach i podstawach figur stały się znakiem rozpoznawczym wiedeńskiej porcelany pomiędzy rokiem 1750 a 1760. W tym okresie manufaktura wygrała komercyjną rywalizację z Miśnią zdobywając nowe rynki eksportowe i w drugiej połowie XVIII wieku adaptując styl neoklasyczny wywodzący się z wytwórni w Sèvres.
Pod kierownictwem Conrada von Sorgenthala, który był kierownikiem wytwórni w latach 1784–1805, osiągnęła ona szczyt ekonomicznego i artystycznego rozwoju. W 1799 zatrudniano pięciuset pracowników (w 1744 było ich zaledwie dwudziestu), w tym stu pięćdziesięciu malarzy. Produkcja obejmowała zwykłą zastawę stołową oraz luksusowe neoklasyczne serwisy dekorowane barwnymi miniaturami. Rudobrunatny kolor i wypukłe złocenia były charakterystyczne dla ówczesnych wiedeńskich naczyń. Najważniejszym modelerem był Anton Grassi, który zastąpił Niedermayera na jego stanowisku w 1784. Rokokowe figurki zakochanych par ustąpiły miejsca typowym neoklasycznym figurom z biskwitu, głównie o tematyce antycznej.
W 1806 dyrektorem wytwórni został Matthias Niedermayr, syn Johanna Josefa Niedermayera. Był on związany z manufakturą od 1771 i dzięki znajomości jej działalności był w stanie utrzymać ją w czasach wojen napoleońskich. Ani jemu, ani jego następcom nie udało się zahamować powolnego upadku wytwórni, która utraciła dostęp do surowców i borykała się z rosnącą konkurencją porcelany czeskiej. Ostatecznie cesarz Franciszek Józef podjął decyzję o zamknięciu manufaktury, co ogłoszono 22 sierpnia 1864. W ostatnim okresie działalności wykonano niewiele wartościowych prac i można zaobserwować stałe obniżanie się jakości wyrobów.
Po zamknięciu wytwórni w Wiedniu otwierano mniejsze przedsięwzięcia zajmujące się produkcją porcelany a kompania Wahliss (zob. Ernst Wahliss) kontynuowała tradycje Cesarskiej Manufaktury Porcelany, korzystając z jej modeli i wytwarzając podobne naczynia do 1894 roku.

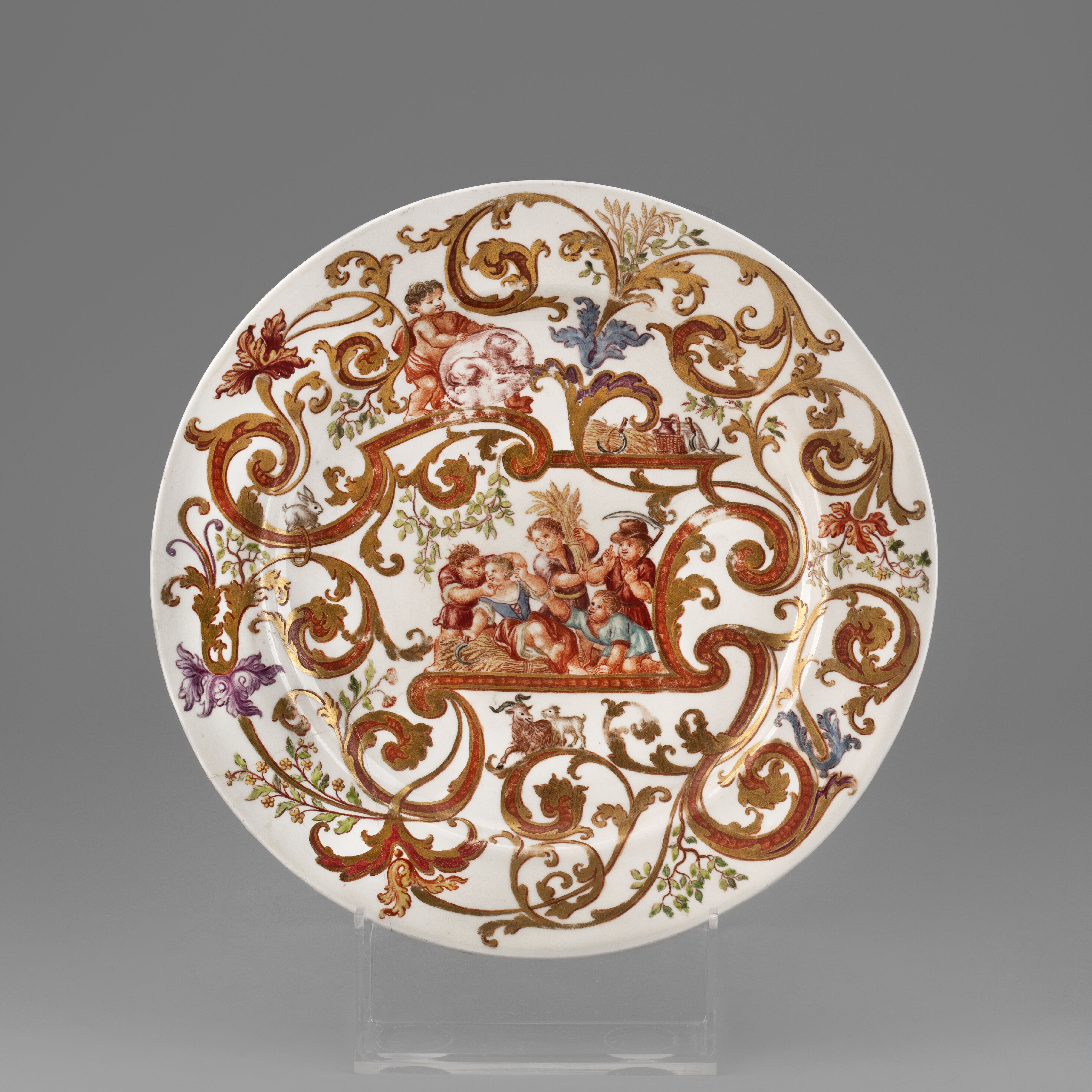
Talerz z serii Dwanaście znaków zodiaku z dekoracją malarską wykonaną przez Ignaza Bottengrubera, ok. 1725–30, ze zbiorów Muzeum Narodowego w Warszawie
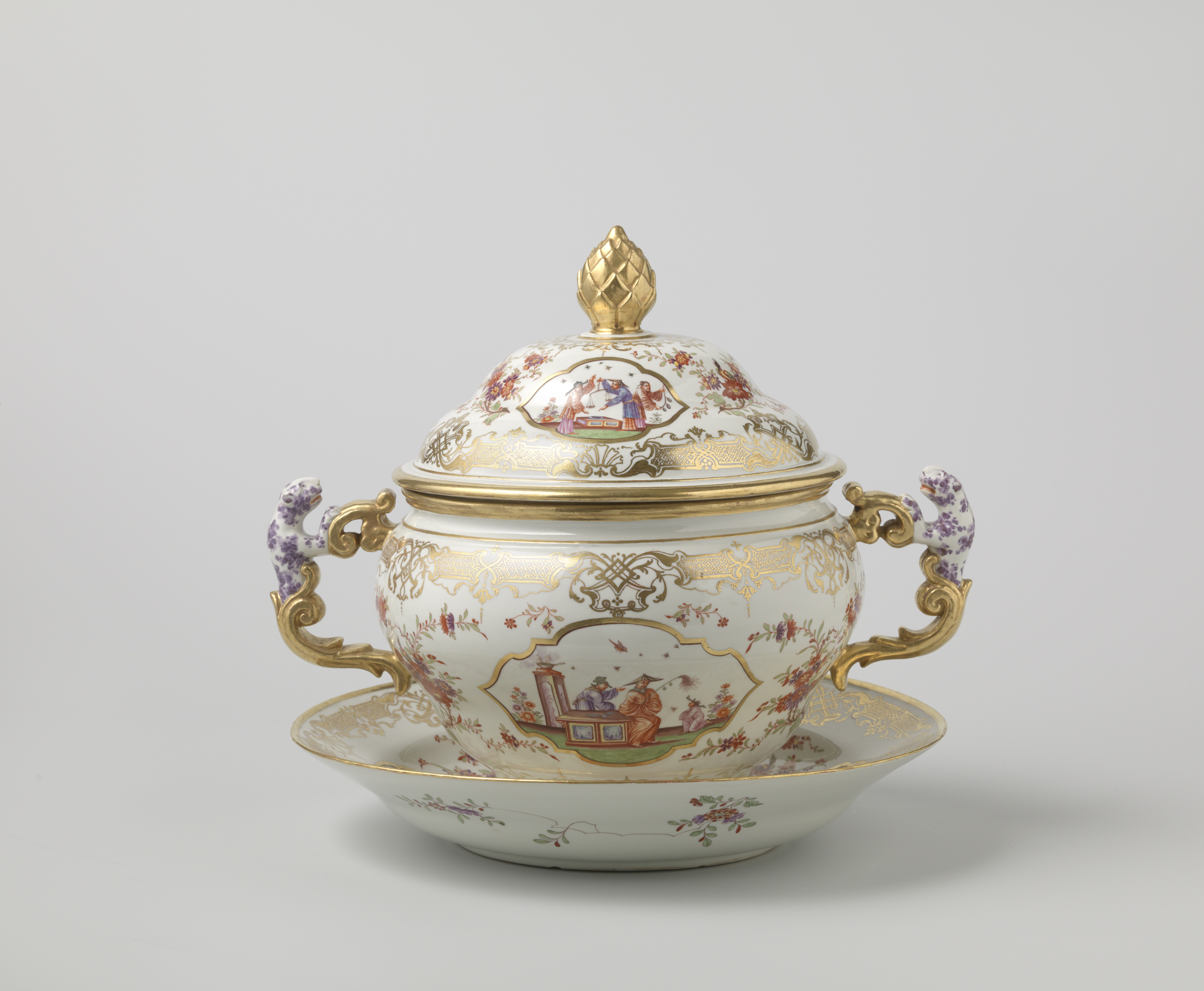
Waza z pokrywką i podstawką z dekoracją w stylu chinoiserie oraz złotym obramowaniem Laub und Bandelwerk (liściasto–taśmowym), ok. 1730–40, ze zbiorów Rijksmuseum
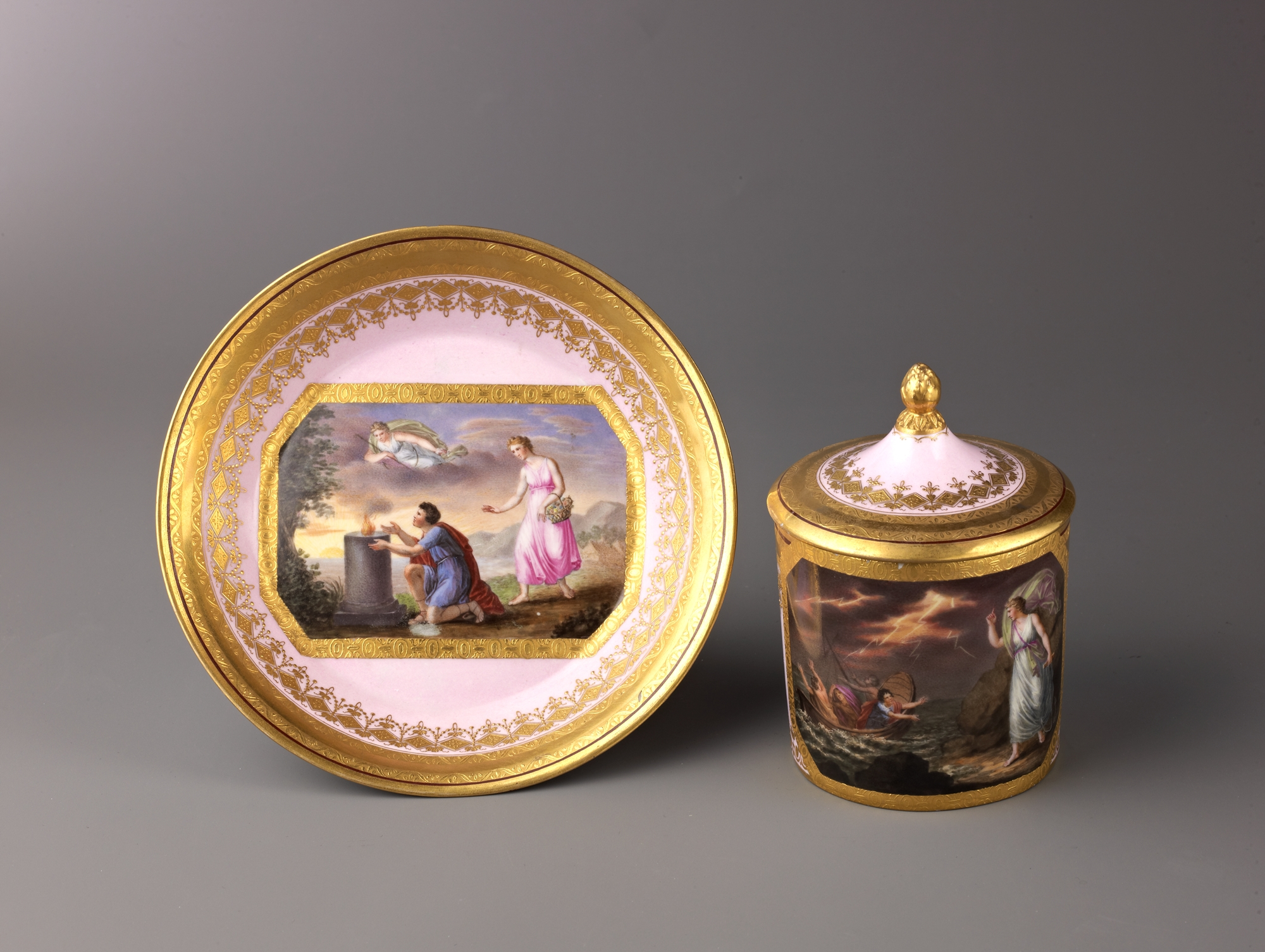
Kubek z pokrywką i spodek z dekoracją malarską wykonaną przez Antona Kothgassera, około 1800, ze zbiorów Metropolitan Museum of Art
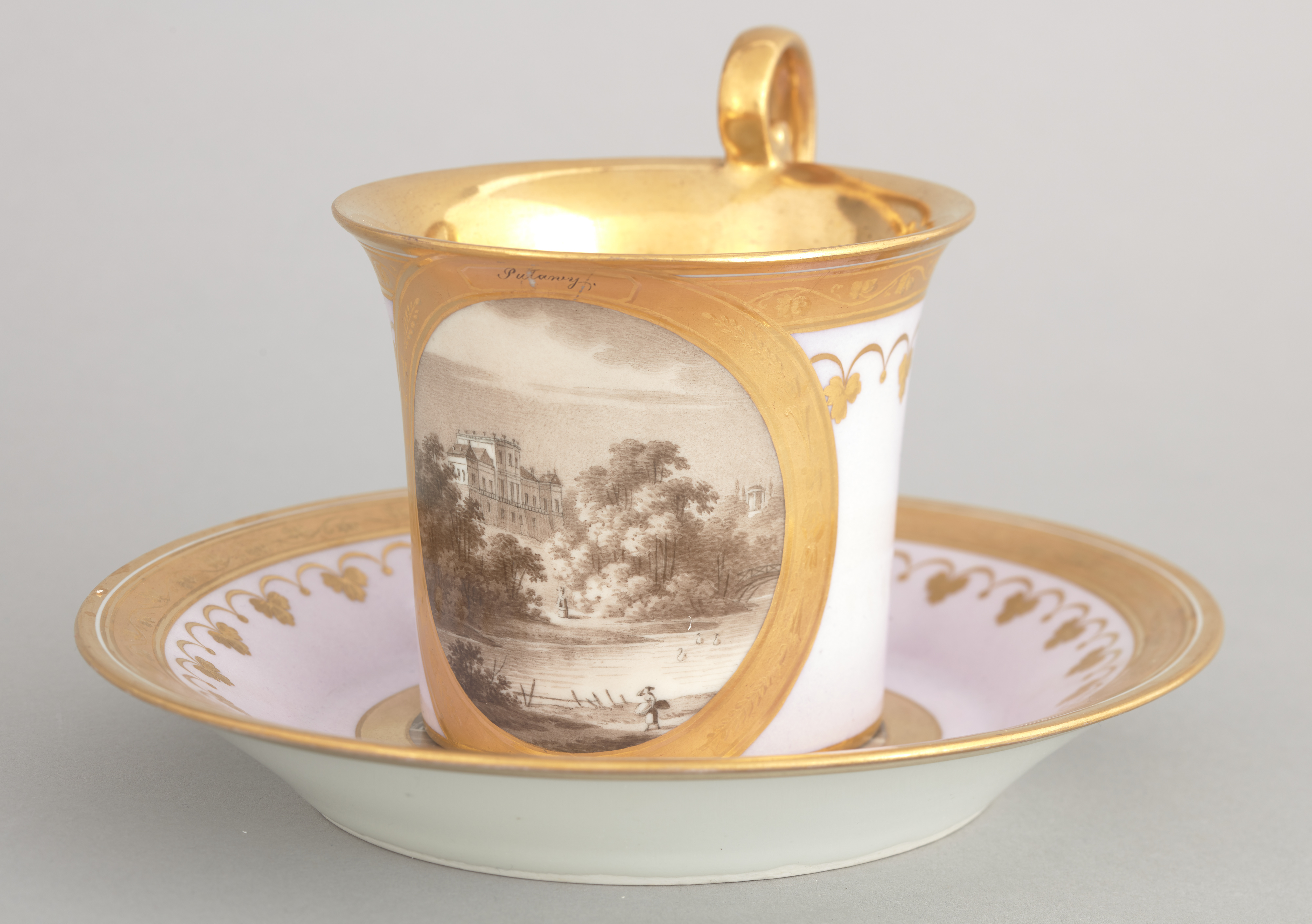
Filiżanka i spodek z widokiem Puław i Sieniawy z dekoracją malarską zaprojektowaną prawdopodobnie przez Józefa Richtera, ze zbiorów Muzeum Książąt Czartoryskich w Krakowie